# Чакань, Дьёрдь М.
Дьёрдь М. Чакань (венг. Csákány M. György; 25 апреля 1946, Будапешт — 14 января 2022, Будапешт) — венгерский акушер-гинеколог и диабетолог, лауреат премии Ласло Баттьяни-Страттмана венгерский врач, акушер-гинеколог, исследователь, доцент, национальный руководитель, кандидат медицинских наук (1983). С 1994 года он был администратором и разработчиком венгерского акушерского регистра, базы данных «Тауффер» в течение более 30 лет, основным венгерским референтом акушерской статистики в Национальном институте акушерства и гинекологии (OSZNI), а с 2002 года — заведующим акушерско-гинекологическим отделением в больнице имени Ференца Яна (Jahn Ferenc Dél-pesti Kórház), ведущий специалист-эксперт, пионер в области родовспоможения без присутствия врача, под наблюдением и руководством независимой акушерки в больничных условиях и удостоенный звания почетной акушерки Венгерской ассоциацией акушерок.

## Биография
В 1971 году он окончил Медицинский университет имени Земмельвайса. В 1975 году он сдал экзамен на специализацию по акушерству-гинекологии и работал в отделении акушерства и гинекологии Спортивной больницы. Он получил академическую стипендию на кафедре акушерства и гинекологии Университета медицинских наук, где работал под руководством проф. д-ра Иштвана Гати (Gáti István). Его основной профессиональный интерес был тесно связан с гестационным сахарным диабетом (ГСД). Здесь была сформирована рабочая группа, которая — в сотрудничестве с терапевтами, диабетологами, акушер-гинекологами и педиатрами — обеспечивала уход и лечение беременных женщин с сахарным диабетом и женщин с уже выявленным диабетом. Его кандидатская диссертация (1983) была посвящена влиянию плацентарного кровообращения на развитие плода (The uteroplacental circulation in late gestational toxaemia).

## Признание
За свою деятельность он был награжден Рыцарским крестом ордена «За заслуги перед Венгерской Республикой» в 2008 году, а в 2019 году получил премию Ласло Баттьяни-Страттмана за выдающиеся заслуги в развитии здравоохранения. Ему приписывают создание так называемой «Южно-пештской модели». Он был членом ассамблеи делегатов Центрально-венгерской секции Венгерского общества акушеров и гинекологов, членом Консультативного совета Венгерского общества акушерско-гинекологической ультразвуковой диагностики, членом Рабочей группы по беременности, ассоциированной с сахарным диабетом Венгерского общества диабетологов, а также секретарем Коллегии акушеров и гинекологов, действующей в качестве Консультативного совета при министре здравоохранения. Весной 2020 года на 74-м году жизни в условиях пандемии он вернулся заведовать акушерско-гинекологическим отделением в больницу имени Ференца Яна. До последних дней своей жизни работал над усовершенствованием Тауффера. Скончался после тяжелой болезни 14 января 2022 года - на его похоронах в прощальной речи Др. Габор Хартман инициировал переименование «Тауффера», венгерского акушерской базы данных на «Тауффер-Чакань».

## Семья
Его отец — др. Дьёрдь Чакань (Csákány György), профессор радиологии, мать Марта Чакань (Csákány Márta) (Марта Штeйнер) — режиссер-синхронист, лауреат премии им. Бэла Балажa. Его сестра Жужа Чакань (Csákány Zsuzsa) — монтажёр, вдова кинорежиссерa Миклоша Янчо (Miklós Jancsó). Его первой женой была доктор Каталин Анна Бор, радиолог, и у них родились двое сыновей: Петер Чакань, специалист в области ИТ, и доктор Тибор Чакань (Csákány Tibor), главный врач, вертебролог (спинальный хирург) в Национальном центре лечения позвоночника (OGK) и специалист по ортопедии. Его второй женой была Агнеш Элиаш, лаборантка.